# Koulo
Koulo es una localidad del distrito de Lifuka, en Tonga. Tiene una población de 171 habitantes en 2021.